# 山田嘉吉
山田 嘉吉（やまだ かきち、1866年1月26日（慶応元年12月10日） - 1934年（昭和9年）7月21日）は、日本の英語教育者、言語学者、社会学者。女性の権限について平塚らいてうらと共に与謝野晶子、山川菊栄らと母性保護論争をした山田わかは妻。
相模国相模原出身。1885年（明治18年）に渡米し、のちにサンフランシスコで英学塾を開いた。現地で騙され娼婦として身を沈めた後、苦界から逃れキリスト教救済施設にいたわかに教え、のちに結婚。1906年（明治39年）サンフランシスコ地震に遭った後に帰国して東京・麹町に私塾を開き、塾生に大杉栄らがいた。
夫妻ともに女性問題に対し情熱を注いだ。わかに対して、ときに叱り、アドバイスし、常に寄り添ってきた。わかに対して、「あなたは其の熱情を効果あるやうに用ゆるために……智識をあつめなさい。学問なさい」（「青鞜」1916年1月号『自分と周囲』）と伝えたこともあったという。